# Tate Modern
La Tate Modern és un museu d'art contemporani a la ciutat de Londres que forma part de la Tate juntament amb el Tate Britain, Tate Liverpool i Tate Saint Ives, aquests dos últims fora de la ciutat. És un dels museus d'art més visitats del món.
És a l'antiga central elèctrica de Bankside que va ser originalment dissenyada per Sir Giles Gilbert Scott, i construïda en dues fases entre 1947 i 1963. La central elèctrica va ser tancada el 1981 i l'edifici va ser reconvertit pels arquitectes suïssos Jacques Herzog i Pierre de Meuron.
Inaugurada oficialment l'11 de maig de l'any 2000, i oberta al públic l'endemà, 12 de maig, s'ha convertit en la segona gran atracció de Londres. El 2007 va ser el museu d'art modern més visitat del món i el tercer en general, després del Museu del Louvre de París i el Museu Britànic, també de Londres, amb 5,2 milions de visitants. L'entrada és gratuïta per a l'exhibició permanent, mentre que les exposicions temporals són gratuïtes o de pagament, en funció del seu caràcter.
La construcció de la Tate Modern ha suposat un impuls al desenvolupament econòmic i cultural de l'àrea de Southwark en què se situa. Ha estat considerada un exemple per a futurs projectes, com una forma de desenvolupar zones degradades de la ciutat i convertir-les en nous focus dinàmics de creixement i de desenvolupament econòmic.

## Ubicació

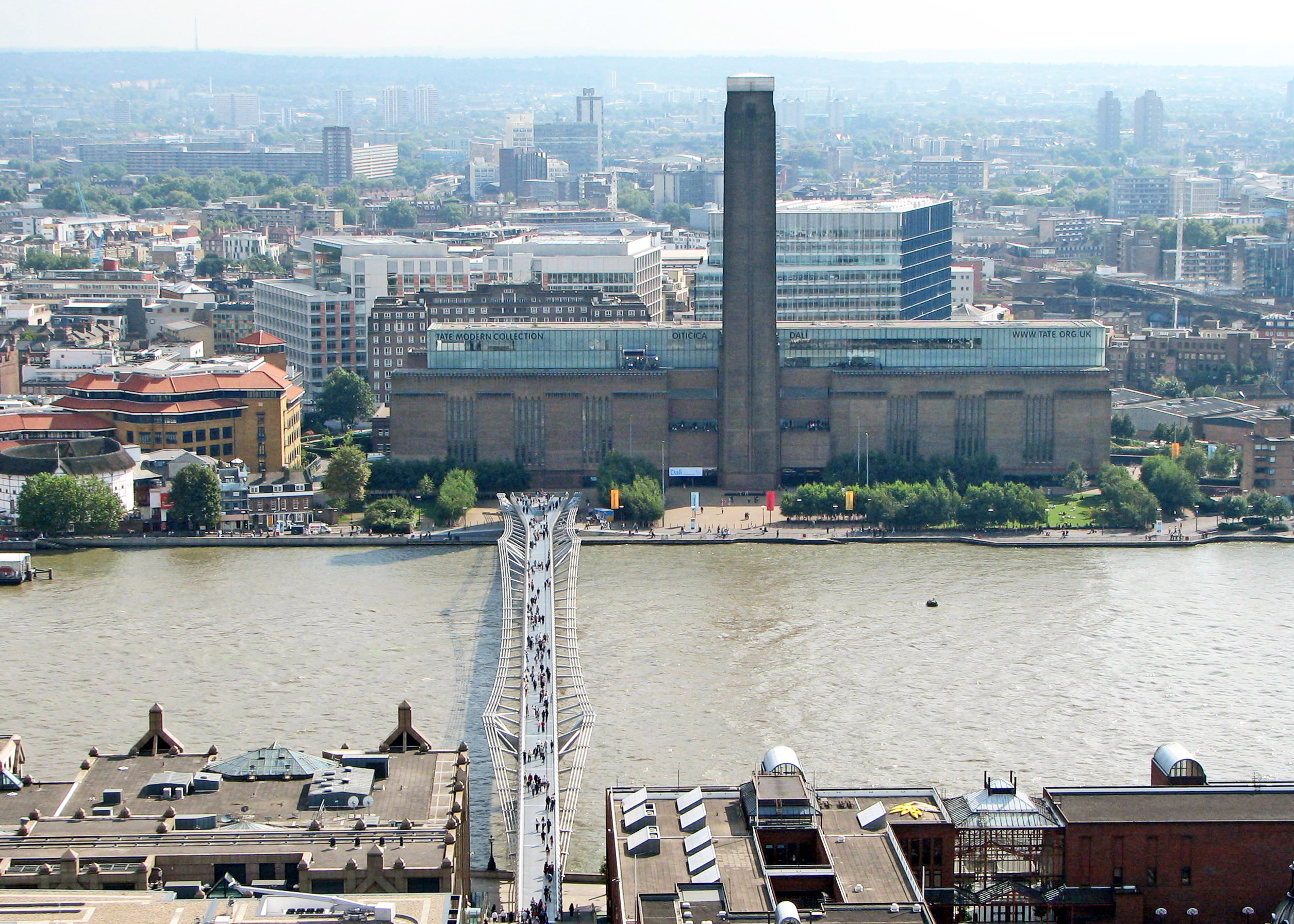
Tate Modern vist des Sant Pau, amb el Pont del Mil·lenni de Norman Robert Foster creuant el Tàmesi

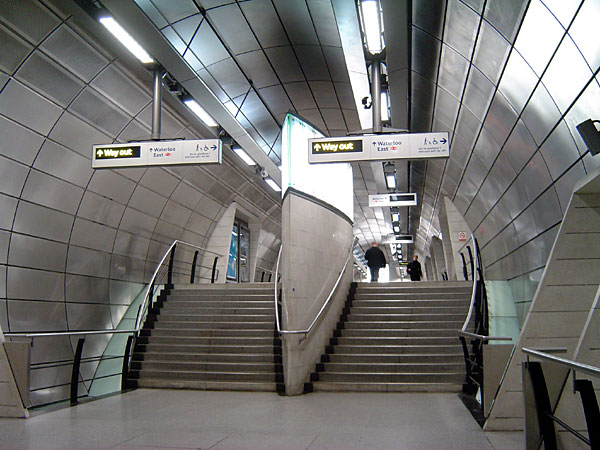
Estació de metro de Southwark, una de les formes més utilitzades per arribar a Tate Modern

La Tate Modern és a Bankside, una àrea que es localitza a la zona londinenca de Southwark, a la riba sud del riu Tàmesi. Bankside està delimitada pel pont de Blackfriars a l'oest i pel pont de Londres a l'est, i s'ha convertit en els últims anys en un important pol per al turisme. El Pont del Mil·lenni ha fet fàcilment accessible a peu l'àrea de Bankside des de la ribera nord del Tàmesi, connectant directament amb la Catedral de Sant Pau. La Tate Modern és una de les atraccions turístiques més importants de Bankside, juntament amb la rèplica del Golden Hind, els teatres The Rose i The Globe i altres construccions.

## Història

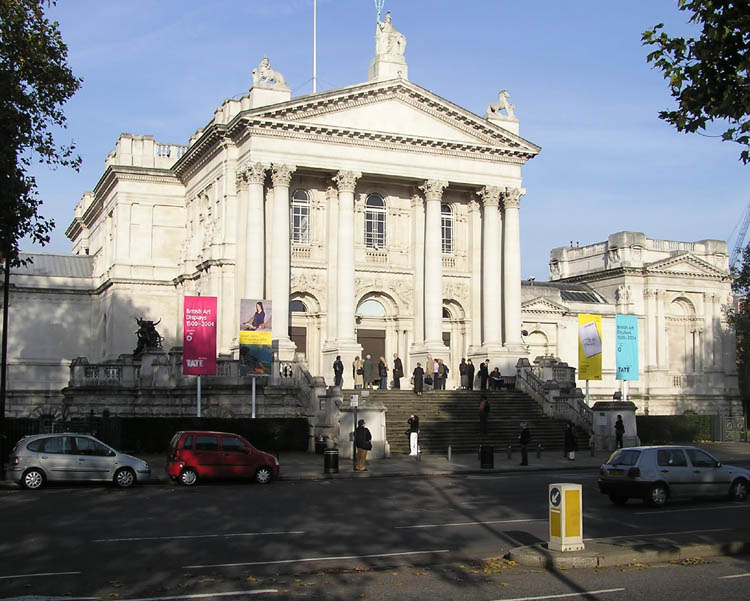
Galeria Nacional d'Art Britànic, edifici en el qual es va exposar la col·lecció britànica d'art modern fins a la inauguració de Tate Modern el 2000, quan es va canviar el seu nom per Tate Britain.

La col·lecció Tate va ser fundada el 1897 com a Galeria Nacional d'Art Britànic. El 1917 se’n va modificar el contingut per incloure-hi també la col·lecció nacional britànica d'art modern i va ser redenominada Tate Britain en honor de Henry Tate, qui mitjançant les seves donacions va posar els fonaments per al desenvolupament posterior de la galeria.

### Una galeria per a l'art modern (1917-1992)
En 1917, la recentment anomenada Tate Britain va assumir oficialment la responsabilitat d'exposar la col·lecció nacional d'art modern, tant d'artistes britànics com estrangers. Des d'aleshores fins al 2000, aquesta col·lecció es va exhibir a l'edifici ocupat per la Tate Gallery, a la cèntrica zona londinenc de Millbank. Durant aquest temps es va discutir en diverses ocasions la conveniència de separar la col·lecció d'art modern de la resta, per permetre alliberar espai d'exposició i enfortir la identitat de les dues col·leccions. Aquesta opció va començar a prendre força a la fi de la dècada dels 80, després de prendre la decisió de crear una nova galeria d'art modern amb la màxima urgència possible.
El desembre de 1992 es va anunciar en una conferència de premsa la intenció de crear la nova Tate Gallery d'Art Modern per a l'any 2000, i es va començar la recerca del lloc adequat per al nou museu, que seria el primer dedicat a l'art modern amb el qual comptaria la capital britànica en la seva història.

### L'elecció del lloc (1992-1994)
Es van barrejar diversos llocs a la zona central de Londres i es va debatre entre l'opció de construir un edifici de nova planta o reconvertir un edifici preexistent. Entre les opcions estudiades hi havia: South Bank, Effra (en les proximitats de Vauxhall), Greenwich Reach i la central d'energia de Bankside.
La central d'energia de Bankside estava a la riba sud del riu Tàmesi davant de la Catedral de Sant Pau i estava sense ús des 1981, quan la creació de noves plantes d'energia més grans va provocar-ne el tancament definitiu. Després del seu tancament, es van estudiar dues opcions: enderrocar per aixecar un edifici de nova planta o reconvertir per adaptar-se a un nou ús. L'edifici aparentava ser excessivament gran, encara que posteriors estudis van revelar que la seva mida entrava dins dels requisits de la nova galeria. A més comptava amb una situació privilegiada al centre de Londres i una bona accessibilitat mitjançant transport públic. Al juliol de 1993, els comissaris van visitar l'estació per fer un estudi sobre el terreny i valorar la viabilitat del projecte i l'abril de 1994 es va anunciar formalment que la central d'energia de Bankside allotjaria la Galeria Tate d'Art Modern.

### El concurs internacional (1994)
Al juliol de 1994 es va presentar un concurs internacional per redissenyar la central d'energia i adaptar-la al seu nou ús. Cap a novembre del mateix any es va produir una selecció entre els 148 projectes inicials, sis per a la fase final del concurs, entre els quals hi havia els projectes dels següents estudis d'arquitectura:
- David Chipperfield (Londres)
- Rem Koolhaas (Rotterdam)
- Renzo Piano (Gènova)
- Tadao Ando (Osaka)
- Herzog & de Meuron (Basilea)
- Rafael Moneo (Madrid)

### El projecte guanyador (1995)

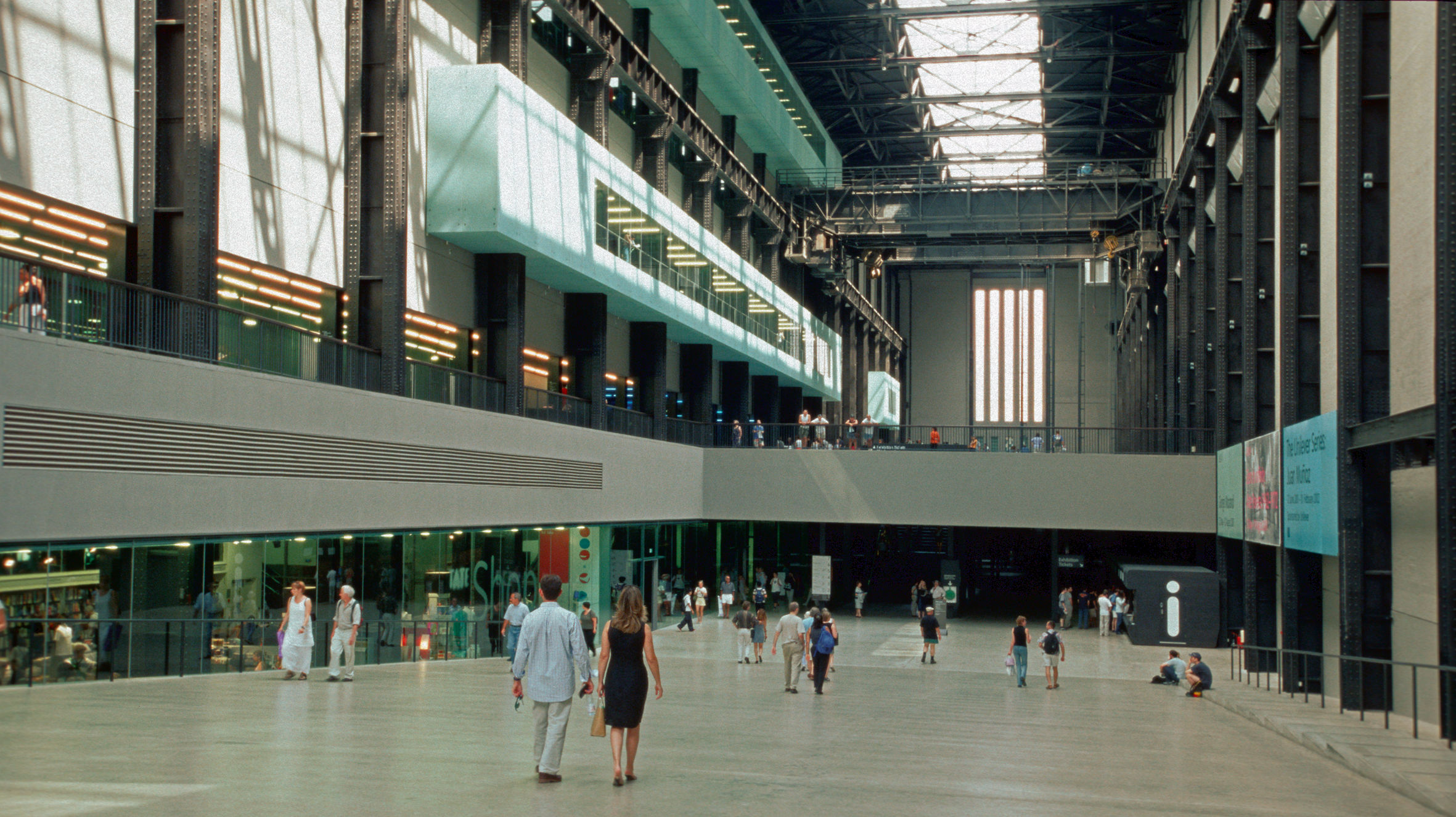
La sala de les turbines de Tate Modern.

El gener de 1995, l'estudi d'arquitectura dels suïssos Herzog & de Meuron va ser designat oficialment com el guanyador del concurs internacional, valorant el jurat la simplicitat de la seva proposta, el respecte per l'arquitectura original de la central, la introducció de llum natural a l'interior de l'edifici a través de grans lluernes i la creació d'un interior funcional. La intervenció dels suïssos preveia la creació d'un carrer interior al lloc que abans ocupava la Sala de les turbines i que seria el cor del nou edifici. Aquest carrer estaria il·luminada zenitalment mitjançant un gran lluernari a tota la longitud de l'edifici, quedant relacionada visualment amb les sales d'exposicions mitjançant uns miradors que es mostrarien cap a la Sala de turbines com caixes lluminoses i que servirien com a zones de repòs per al visitant. El gran claraboia principal es mostraria cap a l'exterior com una caixa de vidre recolzada sobre el basament de maó de l'antiga central, i es il·luminaria de nit per servir de punt de referència cap a la ciutat de Londres.

### Les obres de construcció (1996-2000)
Al març de 1996 es va presentar oficialment el projecte d'execució definitiu de Herzog & de Meuron per a la construcció de Tate Modern, i dos mesos més tard, l'aportació de 12 milions de lliures feta per donants anglesos permetre la compra de l'central d'energia de Bankside, en què s'ubicaria el nou museu. El desembre del mateix any, els arquitectes van obrir una oficina al lloc per supervisar els treballs de construcció.
Per poder reconvertir l'antiga central en un museu era necessari netejar el solar i preparar-lo per les obres. La maquinària de la Sala de les turbines va ser retirada i un seguit de petites construccions van ser demolides, deixant l'edifici amb la seva estructura original d'acer i maó. La coberta es va retirar també per permetre la col·locació dels lluernaris que permetrien l'entrada de llum natural a l'interior de l'edifici.

### La inauguració (2000)
Els treballs de construcció de Tate Modern van concloure a finals de 1999, i el gener de 2000 van començar a instal·lar les obres d'art a les sales d'exposició. Seguint el llançament de la rebatejada Tate Britain al març, Tate Modern va ser inaugurat oficialment per la Reina Isabel II l'11 de maig de 2000.

### L'èxit i Tate Modern 2 (2000-actualitat)

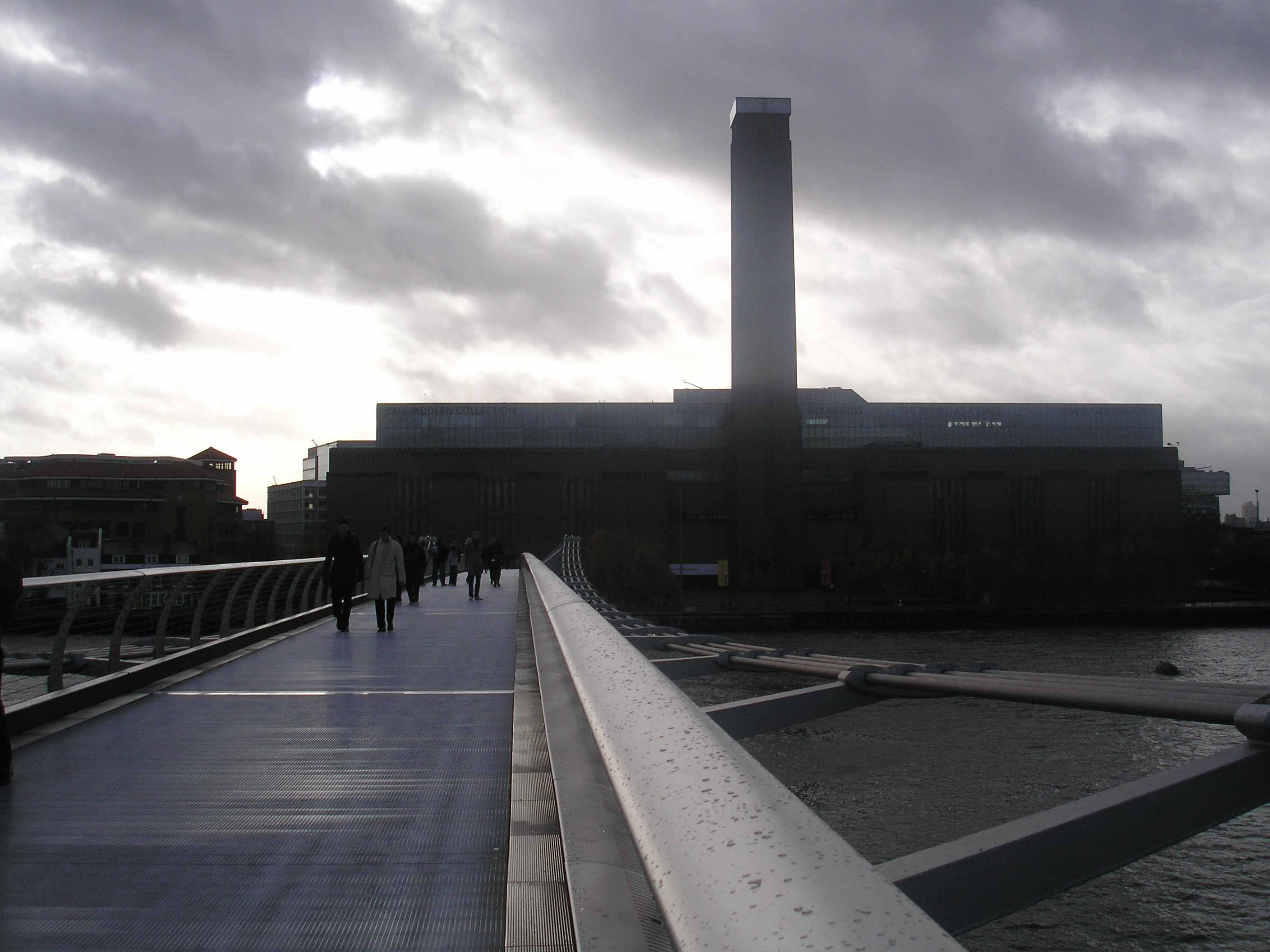
La Tate Modern vista des del Pont del Mil·lenni.

Quan es va començar a treballar en el projecte de la nova Galeria Britànica d'Art Modern es va calcular una afluència a l'edifici estimada en uns 1,8 milions de visitants a l'any. No obstant això, en els seus cinc primers anys Tate Modern va ser visitat per més de vint milions de persones, amb més de quatre milions de visitants l'any de mitjana.
L'èxit de la nova galeria d'art modern londinenc va provocar la seva saturació i la necessitat d'ampliar les instal·lacions amb nous espais d'exposició i de serveis demandats pels visitants. Aquests nous espais eren fonamentals per al desenvolupament futur del museu, segons l'opinió dels responsables de Tate Modern. A més, l'augment en el volum de la col·lecció britànica d'art modern i la seva diversificació amb fotografies, espectacles multimèdia i complexes instal·lacions, també apuntaven en la mateixa direcció. El projecte original de Herzog & de Meuron preveia ja en els seus inicis la possible ampliació de la galeria cap al sud, de manera que es va començar a desenvolupar amb rapidesa el projecte del que es denominaria posteriorment Tate Modern 2.
El 25 de juliol de 2006, el president del Grup Tate, Nicholas Serota, juntament amb el director de Tate Modern, Vicente Todolí, van presentar el projecte d'ampliació de Tate Modern, encarregat als arquitectes suïssos Herzog & de Meuron que van realitzar també el disseny original de Tate Modern. L'ampliació consistia originalment en una sèrie de caixes de vidre apilades de forma piramidal, però va patir un redisseny fet públic el 18 de juliol de 2008, modificant la seva façana de caixes apilades de vidre per altra façana amb una gelosia contínua de maó. Segons van explicar els arquitectes, el canvi es va produir per afavorir la relació entre la façana del nou edifici amb la de l'existent, també de maó. Segons el seu disseny definitiu, l'ampliació contindrà espais dedicats a fotografia, vídeo i exhibicions temporals. Amb aquest nou edifici, que compta amb un pressupost de 215 milions de lliures, Tate Modern ampliarà la seva superfície d'exposició en un 60% (uns 23.000 metres quadrats).

## Col·lecció

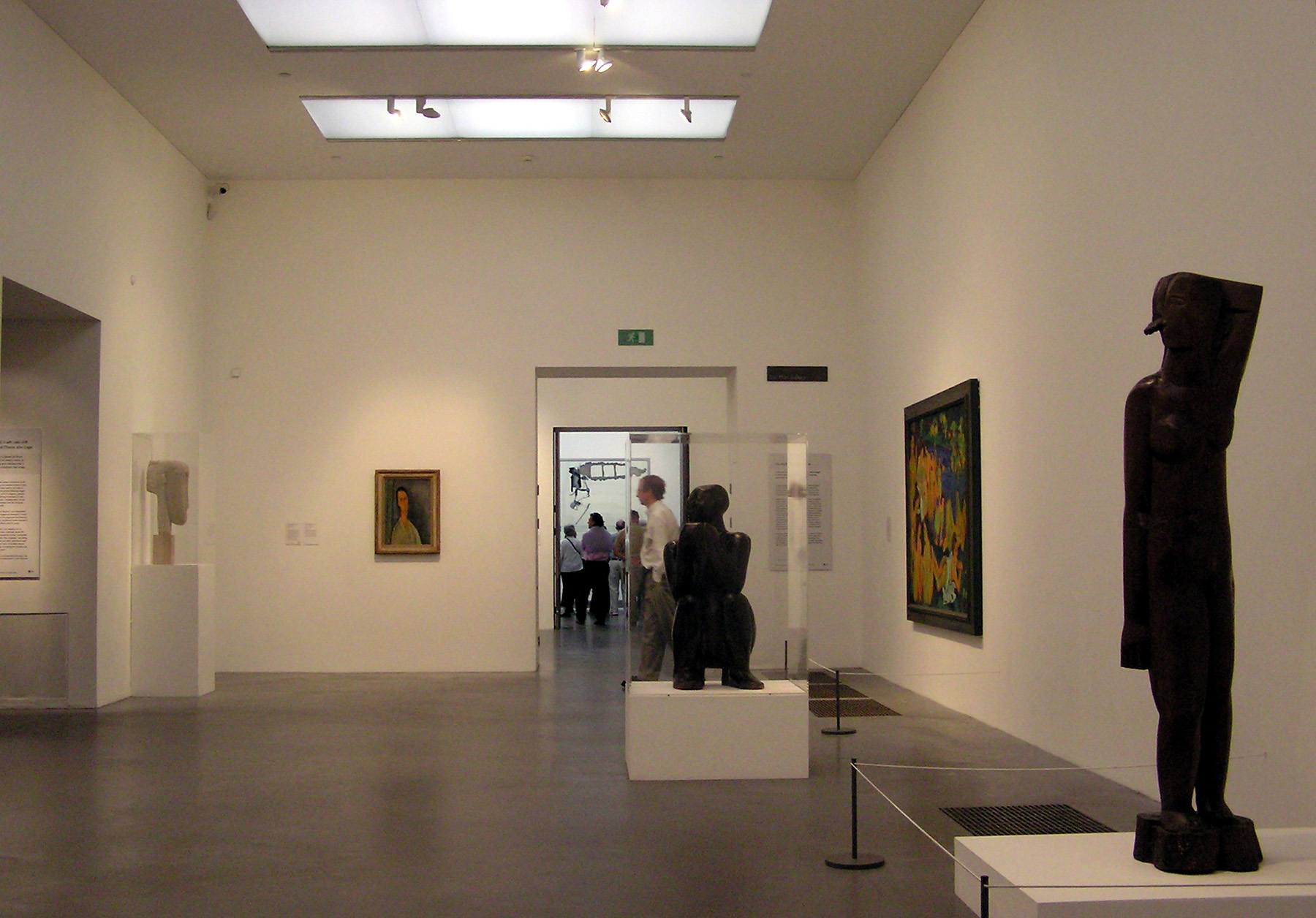
Una de les sales d'exposició de Tate Modern.

La col·lecció permanent de Tate Modern és considerada una de les més completes i importants d'art contemporani del món. Hi figuren obres de gran part dels artistes més destacats del segle xx, entre ells Pablo Picasso, Andy Warhol, Salvador Dalí, Mark Rothko, Carmen Herrera Nieto i altres. És entre els pisos tercer i cinquè de l'edifici, mentre que el quart nivell acull les exhibicions temporals més grans. En el segon nivell hi ha un petit espai d'exposició per a artistes contemporanis. Quan es va inaugurar el museu, les obres no s'exhibien en ordre cronològic, sinó que es van dividir entorn de quatre grans grups: Història/Memòria/Societat, Nu/Acció/Cos, Paisatge/Matèria/Medi ambient i Bodegó/Objectes/Vida real. Aquesta forma d'exposició va ser perquè el corrent principal d'exposició de la història de l'art modern es basava llavors en els traços marcats pel Museu d'Art Modern de Nova York. La primera reorganització de la col·lecció permanent es va produir el maig de 2006, la qual va eliminar l'anterior distribució en grups temàtics per centrar-se en els principals moviments de l'art del segle xx. Actualment, la col·lecció permanent està dividida en els següents apartats:

### Tercer pis
Gestos materials (Material gestures)
Ocupa l'ala est del tercer pis de l'edifici. La línia argumental d'aquesta secció és la de mostrar les noves formes d'abstracció i expressió sorgides en la pintura i escultura de postguerra a Europa i Amèrica, amb exponents com Mark Rothko, i les seves afinitats amb els treballs d'artistes anteriors com Claude Monet i la seva influència en artistes contemporanis.
Llista de sales
- Anish Kapoor i Barnett Newman: Sala 1
- Gestos materials: Sala 2
- Accionisme vienès: Sala 3
- Expressionisme: Sala 4
- Veus distingides: Sala 5
- Gerhard Richter: Sala 6
- Claude Monet i l'Expressionisme abstracte: Sala 7
- Marlene Dumas: Sala 8
- Paul McCarthy: Sala 9

Poesia i somni (Poetry and Dream)
És a l'ala oest del tercer pis de l'edifici i es desenvolupa al voltant del surrealisme, les seves influències, com altres artistes que no han format part d'ell han respost a aquest moviment i com s'ha tractat al llarg de la història de l'art modern el món dels somnis, l'inconscient i el mite arquetípic. En aquesta secció s'exposen quadres d'artistes com Giorgio de Chirico, Max Ernst, Pablo Picasso i Francis Bacon entre d'altres. També es mostren treballs en què s'han reinterpretat els principis del surrealisme i incorporat a nous contextos més enllà de les intencions dels creadors del moviment.
Llista de sales
- Giorgio de Chirico i Jannis Kounellis: Sala 1
- Poesia i somni: Surrealisme i més enllà: Sala 2
- Poesia i somni: Maya Deren i Alexander Hammid: Sala 2
- Poesia i somni: més enllà del Surrealisme: Sala 2
- Max Ernst: Sala 3
- Història natural: Sala 4
- Francis Bacon i Pablo Picasso: Sala 5
- Joseph Beuys i Anselm Kiefer: Sala 6
- Miroslaw Balka i Pepe Espaliu: Sala 7
- Eileen Agar, Claude Cahun i Zoe Leonard: Sala 8
- Realismes: Sala 9
- Cornelia Parker: Sala 10

### Cinquè pis
Models conceptuals (Conceptual Models)En aquesta secció, a la part central de la cinquena planta, s'exposen els treballs contemporanis recentment adquirits per Tate Modern, i el seu eix es desenvolupa al voltant del potencial dels edificis i de l'arquitectura en general per dur a terme canvis socials i permetre la modificació de les conductes de les persones. Algunes de les obres exposades utilitzen edificis existents com a inspiració, mentre que altres consisteixen en reproduccions a escala d'edificis complets o d'espais concrets.
Llista de sales
- Models conceptuals: adquisicions temporals recents

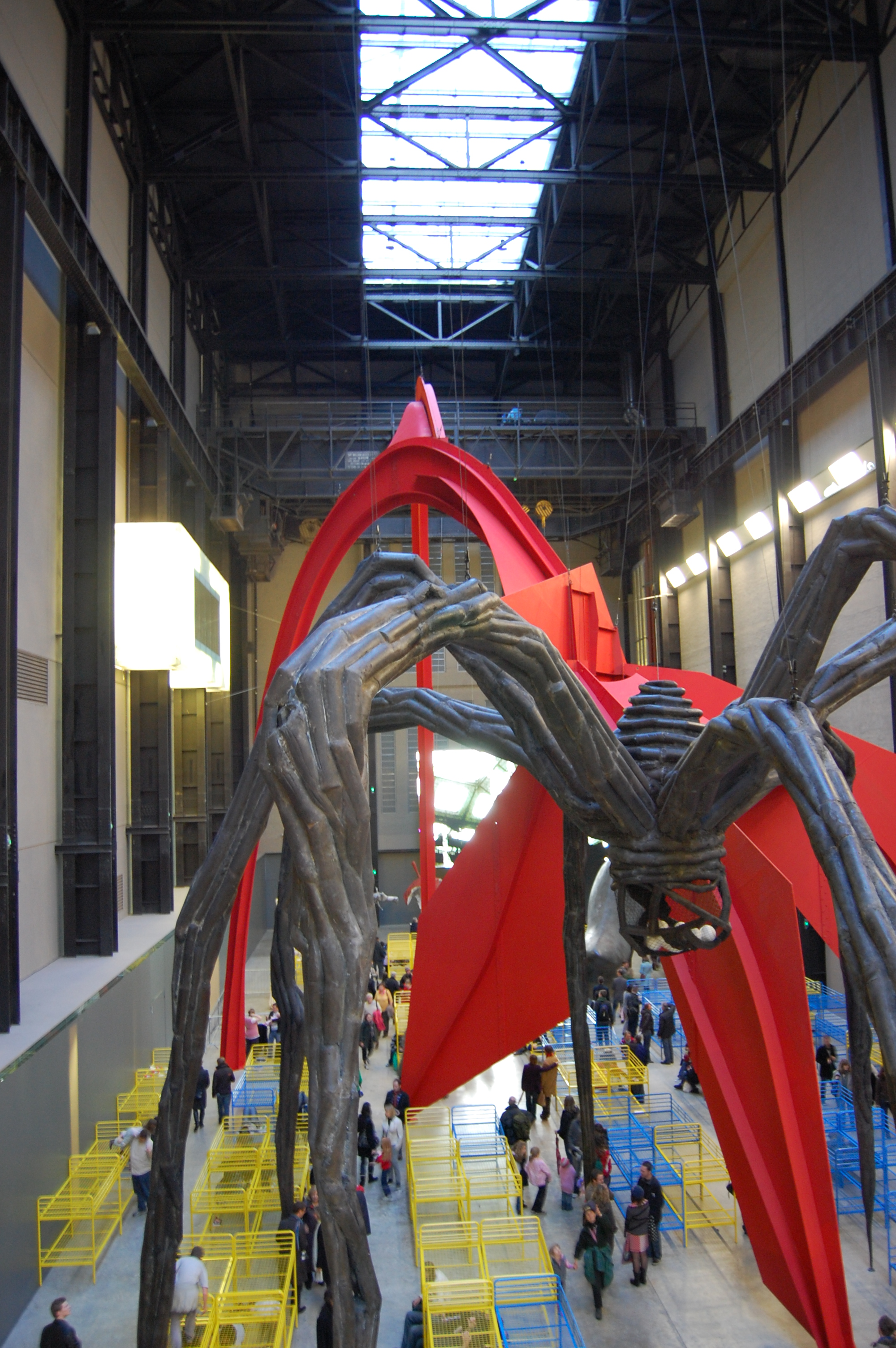
La Sala de les turbines amb la instal·lació TH.2058, de Dominique González-Foerster, el 2009.

Idea i objecte (Idea and Object)Ocupa l'ala est de la cinquena planta de l'edifici i se centra en el moviment denominat comunament minimalisme, sorgit en la dècada de 1960 com a reacció al subjectivisme i expressionisme de les pintures de postguerra, i que es basava a l'objectivisme i l'impersonalisme com a idees radicals i oposades a les anteriors. S'exposen també els antecedents a aquest moviment, com el constructivisme. Entre els artistes més importants, hi ha obres de Vassili Kandinski, Piet Mondrian, Constantin Brancusi, Carl Andre, Sol LeWitt i Donald Judd.
Llista de sales
- Carl Andre i Martin Creieu: Sala 1
- Utopia i Abstracció: Sala 2
- Al voltant del Minimalisme: Sala 3
- Pawel Kwiek: Sala 4
- Sol LeWitt: Sala 5
- Hélio Oiticica: Sala 6
- Ellsworth Kelly: Sala 7
- Imatge/Text: Sala 8
- Dan Graham: Sala 9
- Joseph Beuys: Sala 10
- Victor Grippo: Sala 11

Estats de canvi (States of Flux)
S'ubica a l'ala oest de la cinquena planta i l'espai central del bloc està dedicat als moviments d'avantguarda de principis del segle XX: cubisme, futurisme i vorticisme. Aquests moviments van trencar amb les idees tradicionals de representació de la pintura, i buscar una nova forma més dinàmica i fracturada de representar la complexa realitat de l'era de la màquina. També es mostra com aquestes avantguardes van influir en pel·lícules experimentals, fotografia i disseny, de vegades acompanyades d'un missatge polític o crítica social, i com assentar les bases per a moviments posteriors com el Pop art i el treball d'alguns artistes contemporanis. Entre els artistes més coneguts d'aquesta secció hi ha treballs d'Henri Matisse, Pablo Picasso, Georges Braque, Juan Gris i Roy Lichtenstein.
Llista de sales
- Umberto Boccioni i Roy Lichtenstein: Sala 1
- Cubisme, Futurisme, vorticisme: Sala 2
- Després de l'impressionisme: Sala 3
- Japanese Photography and The Bauhaus: Sala 4
- Bridget Riley: Sala 5
- Brac Dimitrijevic: Sala 6
- Pop Art: Sala 7
- Jenny Holzer: Sala 8
- David Maljkovic: Sala 9
- Architecture and Power: Sala 10
- Double Life: Sala 11
- Marcel Duchamp and Richard Hamilton: The Large Glass:: Sala 12

## Exposicions temporals
Tate Modern compta amb espais de diferents dimensions per acollir diversos tipus d'exposicions temporals. Algunes d'elles són gratuïtes, fonamentalment les que es realitzen a la galeria del nivell 2, i per a la resta és necessari comprar un bitllet en les taquilles que són a la sala de les turbines. Des de la seva inauguració Tate Modern ha acollit importants exposicions temporals, en les que s'han exposat obres d'artistes com Vassili Kandinski, Marcel Duchamp, Man Ray, Pablo Picasso i Frida Kahlo, entre d'altres.
Algunes de les últimes exposicions temporals allotjades en Tate Modern han estat:
- Michael Rakowitz: del 22 de gener al 12 de maig de 2010[27]
- Van Doesburg i l'avantguarda internacional: del 4 de febrer al 16 de maig de 2010[28]
- Martin Karlsson: Londres - una imatgeria: del 3 de març al 31 de desembre de 2010[29]

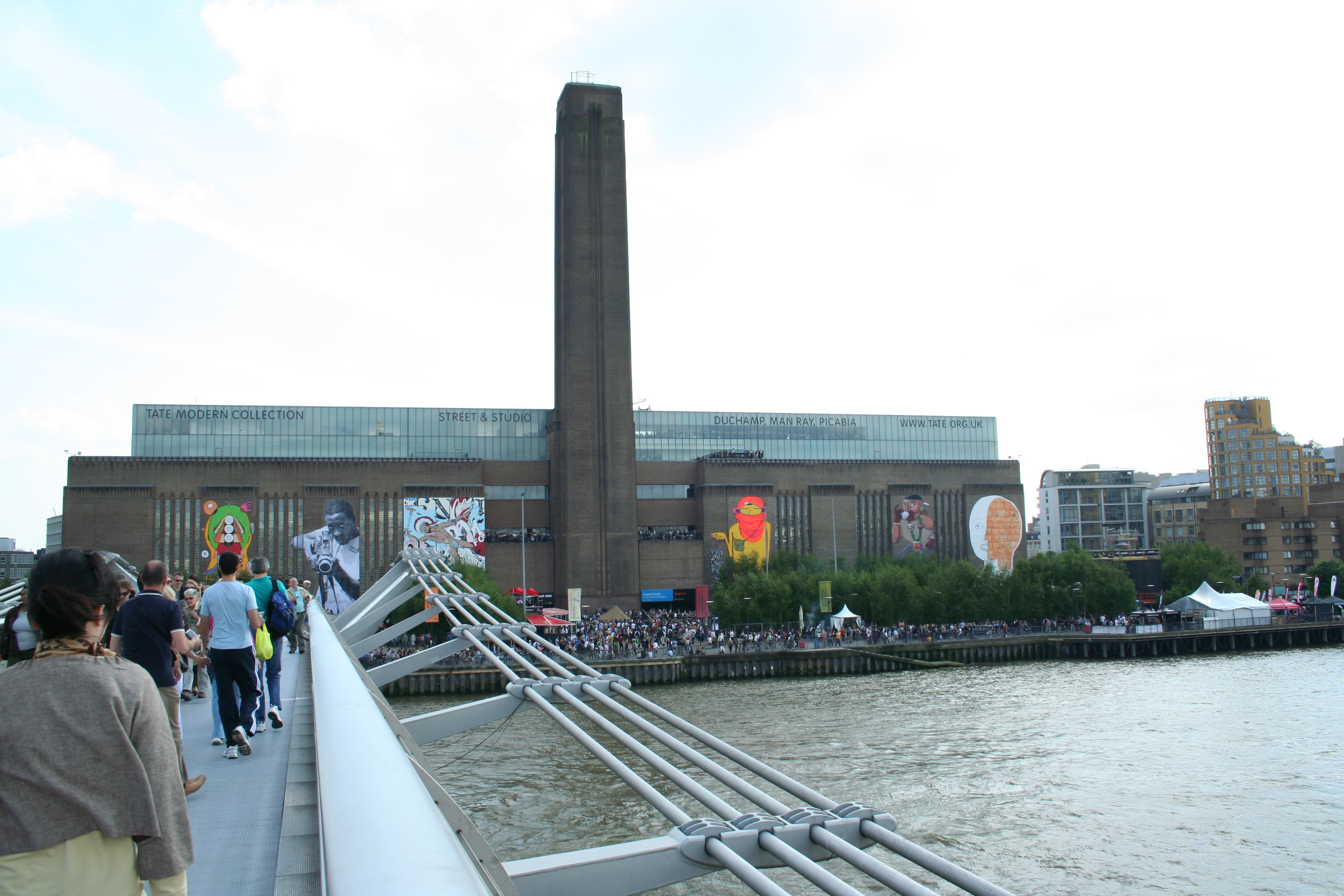
Façana de Tate Modern decorada amb motiu de l'exposició «Art de carrer».

- Latifa Echakhch: del 19 de setembre al 23 de novembre de 2008[30]
- Cildo Mereiles: del 14 d'octubre de 2008 a l'11 de gener de 2009[31]
- Rothko: del 26 de setembre de 2008 a l'1 de febrer de 2009[32]
- Nicholas Hlobo: del 9 de desembre de 2008 al 29 de març de 2009[33]
- Les inauguracions UBS: pintures de la dècada dels 80: del 12 de novembre de 2008 al 13 d'abril de 2009[34]
- Ródtxenko i Popova: definint el constructivisme: del 12 de febrer al 17 de maig de 2009[35]
- Roni Horn, també coneguda com a Roni Horn: del 25 de febrer al 25 de maig de 2009[36]
- Stutter: del 23 d'abril al 16 d'agost de 2009[37]
- Per Kirkeby: del 17 de juny al 6 de setembre de 2009[38]
- Futurisme: del 12 de juny al 20 de setembre de 2009[39]
- Olafur Eliasson, 2019-2020